# Обмін додатками
Обмін додатками (англ. Application sharing) є елементом віддаленого доступу, що дозволяє двом або більше користувачам отримувати доступ до спільної програми або документа зі своїх комп'ютерів одночасно в режимі реального часу. Як правило, спільна програма або документ буде працювати на хост-комп'ютері, а віддалений доступ до спільного вмісту буде надаватися іншим користувачам хоста. 

## Віддалений доступ
Доступ, як правило, надається одним з трьох способів, залежно від типу програмного забезпечення спільного використання програми.
1. Якщо програмне забезпечення дозволяє отримати доступ до спільного вмісту з Інтернету, користувач хоста зазвичай визначає та надає комбінацію імені користувача / пароля до віддалених користувачів, яким він бажає надати доступ. Потім вони можуть ввести інформацію про вхід на відповідний вебсайт та отримати доступ до спільного матеріалу. Одним з прикладів програмного забезпечення, яке забезпечує обмін додатками таким чином, є QNEXT.
2. Якщо програмне забезпечення потрібне на обох кінцях, щоб отримати доступ до спільного вмісту, надання доступу буде регулюватися механізмами цього конкретного програмного забезпечення, але, як правило, вимагатиметься певну автентифікацію користувача. Одним з прикладів програмного забезпечення, яке надає можливість спільного використання програми таким чином, є MSN Messenger.
3. Спільний вміст (додатку або всього робочого столу) можна отримати доступ за допомогою програмного забезпечення на основі дозволу. Ця методика допомагає усунути ризик небезпечного управління робочим столом, коли користувача немає на місці.

## Типи доступу
Як тільки додатки або документи, які призначені для спільного використання, були визначені, є два види доступу, які можуть бути надані віддаленим користувачам.
1. Керування доступом (англ. Control access) — користувач-хост дозволяє віддаленим користувачам фактично контролювати, редагувати та виконувати будь-які дії зі спільним вмістом. Більшість програмного забезпечення для спільного доступу дозволяє хостувати контроль за допомогою доступу в будь-який час. Під час віддаленого керування клавіатура та миша дистанційно контролюються. Зазвичай для скасування доступу застосовується гаряча клавіша.
2. Перегляд доступу (англ. View access) — користувач хоста дозволяє віддаленим користувачам переглядати спільний вміст. Віддалені користувачі не мають можливості редагувати або змінювати щось у загальному вмісті.

## Використання
Найбільш активно використовується контрольний доступ для полегшення співпраці віртуальних команд. Члени команди можуть разом працювати з тим самим документом, і миттєво з'являються зміни в реальному часі.
Обмін додатками було включено до кожної версії Windows Live Messenger з 8.1, за винятком 8.2.